# Симболон
Симболон (грец. symbolon) — картковий оракул, створений у Німеччині у 80-ті роки 20 ст. Пітером Орбаном, Інгрід Зіннел та Теа Веллер. Як і система Таро, Симболон має 78 карт — на цьому їх схожість вичерпується. Роботу з цими картами можна прирахувати до своєрідної форми психотерапії, яка допомагає усвідомити проблему і зрозуміти, як з нею працювати та як знайти шляхи її вирішення. Колода розроблена на основі базових астрологічних символів та їх парного поєднання. Цей оракул вчить не тільки глибокому аналізу особистості і передбаченню, але і розумінню мови астрології. Мова казкових і стародавніх міфів допомагає дістати з підсвідомості глибоко заховані спогади, що тимчасово витісняються подіями, а також зазирнути у малодоступні куточки людської душі.
Однією з переваг Симболону перед іншими системами є його досить нескладний для розуміння символічний ряд — навіть при оглядовому знайомстві з картами або правильній спробі працювати з ними, людина без особливих ускладнень може зрозуміти «послання» оракулу навіть за назвами карт («Его», «Злі люди», «Служниця»).

## Походження назви
Грецьке слово «symbolon» (будь-який матеріальний знак, що має умовне таємне значення для певної групи осіб) походить від дієслова «симбалейн» (складати разом, комбінувати). У стародавній Греції, вирушаючи в далекі краї, люди брали з собою уламок глиняної пластини, інший шматочок вони залишали тим, з ким були пов'язані певним союзом або зв'язком спадкової дружби. Якщо до нової зустрічі проходили роки, зовнішність змінювалася, і вони вже не могли пізнати один одного, то на допомогу приходили ці пластини, які називалися symbolon — збіжні осколки цілого. Кожен шматочок ніби говорив «я свій, я рідна душа». Шматочки збиралися і складалися разом, і, коли відновлювалася цілісність загального знака, давні знайомі говорили: «Ми знову разом і серед нас немає чужих». Якщо подивитись на карту, звану Симболон, ви якраз і побачите ці дві половинки — чоловіка і жінку, які йдуть до храму Духу. Симболон означає також збірник, колекцію або перелік змісту.

## Зміст карт
Серед 78 карт виокремлюють 12 головних, що представляють 12 архетипних образів 12 знаків Зодіаку та відповідні їх планети:
| Зображення | Назва карти   | Знак Зодіака | Планета  |
| ---------- | ------------- | ------------ | -------- |
|            | 1.Воїн        | Овен         | Марс     |
|            | 2.Кохана      | Телець       | Венера   |
|            | 3.Вісник      | Близнюки     | Меркурій |
|            | 4.Мати        | Рак          | Місяць   |
|            | 5.Его         | Лев          | Сонце    |
|            | 6.Служниця    | Діва         | Меркурій |
|            | 7.Пара        | Терези       | Венера   |
|            | 8.Спокусник   | Скорпіон     | Плутон   |
|            | 9.Проповідник | Стрілець     | Юпітер   |
|            | 10.Мудрець    | Козоріг      | Сатурн   |
|            | 11.Блазень    | Водолій      | Уран     |
|            | 12.Ангел      | Риби         | Нептун   |

Інші 66 карт є комбінацією з двох основних карт (наприклад Его(Лев) + Спокусник (Скорпіон)=Алхімік).

## Приклад аналізу карти
Для того, щоб мати змогу ворожити на даних картах, необхідно знати, як проявляє себе кожна карта у різних аспектах. Для прикладу пропоную обрати карту «Хрестоносця».

Хрестоносець

Воїн плюс Проповідник. Воїн хреста, воїн віри. Діє не переконанням, а силою. Руйнівна енергія Воїна, об'єднавшись з експансією Проповідника, втілилася у фігуру Хрестоносця, воїна віри. Воїн на коні поспішає до палаючого міста. На його щиті хрест — символ християнства, тобто він діє за ідеологічними переконаннями. Але його метод не слово Пастиря, а меч Воїна, він насаджує свою віру силою. Місто не обороняється. У зруйнованому місті ми не бачимо захисників — особисто з Хрестоносцем ніхто не воює, це він воює з усім світом.
Позитивні значення: вміння відстояти свою ідею, підвести під свої дії ідеологічну платформу.
Негативні значення: фанатизм, нав'язування своєї думки.

### Значення карти в розкладі
Карта на день:
Ви дієте проти вашого власного судження (придушуєте позитивні поняття, які Ви отримали), і повертаєте свій меч на тих, хто (як Ви думаєте) думає інакше. Ви хочете, щоб Ваші «правильні» думки переважали, і не помічаєте, що вони є тільки відмовкою для ведення війни та руйнації.
Необхідні дії, тобто, що сьогодні буде виходити легко, без напруги:
У вас сьогодні може прокинутися Хрестоносець, і ви почнете боротися з усіма за свою ідею.
Які висновки необхідно сьогодні зробити:
Сьогодні Ви можете оцінити, чи варті ваші ідеї таких жертв?
Чим я сьогодні можу навчитися:
Сьогодні важливо усвідомити, яким чином Ви зазвичай відстоюєте свою думку, чи правильні використовуєте методи.
Як поводитися серед мого оточення:
Ви самі можете розв'язати фанатичну боротьбу за свої ідеї з оточуючими, або сьогодні хтось може виступити в ролі Хрестоносця по відношенню до вас.
Проблема:
Основна проблема — колись Ви повинні будете підняти Ваш опір, навіть якщо це означає боротьбу. Недостатньо лише досягти розуміння і знання, якщо Ви не готові до цієї частини справ.
Шлях вирішення проблеми: У нас прокидається такий хрестоносець, і ми починаємо боротися з усіма за свою ідею, на шкоду інтересам навколишніх. Ідея може бути правильною, але методи неприпустимі.
Мотив:
Боротьба за ідею. Нав'язування і відстоювання своєї думки. Фанатизм у всіх формах. Мета виправдовує засоби. Я завжди правий.
Стан:
Всілякий фанатизм. Непримиренність до чужої думки, чужій вірі і відстоювання своєї думки. Війна за ідею. Бажання всіх повчати, давати поради.
Процес:
Завойовницький. Завоювання своїх позицій.
Результат
Завоювання. Отримуєш бажане, наламавши купу дров. У кінцевому рахунку, Ваші дії керуються розумінням. Вашим справам більше не диктує сліпа агресія; Ваші добре обдумані дії призведуть до засудження. Тепер Ви знаєте, як легко почати боротьбу — бій з тінню — із самим собою. Ви отримаєте те, що хочете, але при цьому самі собі створюєте проблеми.
Відносини
Відносини складні, засновані на єдності віри. Союз, заснований на загальній ідеї, інтересах, переконаннях. Бажання звернути партнера у свою віру.
Застереження
Фанатизм. Чи варті ідеї таких жертв?
Порада
Відстоювати свою думку, свою ідею. Бути хрестоносцем. Підвести під свої дії ідеологічну платформу (це потрібно, перш за все, для вашого внутрішнього спокою).